# 警視総監アサミ
『警視総監アサミ』（けいしそうかんアサミ）は、作：近藤雅之、画：有賀照人による漫画作品。集英社の漫画雑誌「ビジネスジャンプ」で連載されていた。単行本は集英社から全18巻が刊行されている。

## あらすじ
集英署の市民安全課に勤務する麻見ヨーコ・通称「アサミ」は同僚の原田と後輩ミサキ、そして捜査一課の萬田と共に数々の難事件を解決していくのであった。

## 登場人物

### 主要人物
麻見ヨーコ（あさみ -）
主人公。集英署市民安全課の巡査。元々は捜査一課だったが上司の下山警部からの食事の誘いを断った事を根に持たれ、陰謀によって市民安全課に配属させられ、ビキニで河川での捜査など、セクハラ全開の嫌がらせを受けていた。美人だがあまりモテなく、男性経験もあまりないらしい。学園シリーズでは中学生となり中学校へ潜入捜査を行った。小中高と卓球部に所属していたため、卓球の事を「ピンポン」と言うと侮辱と見なし激怒する。料理が下手で味覚オンチ。
原田（はらだ）
市民安全課の巡査。アサミと同期。正義感が強いが、女と人情には弱い。AVマニアでギャンブラーという一面も。学園シリーズでは小学生として小学校へ潜入捜査を行った。その小学校で小学生からカツアゲにあってしまった。ふとした事から萬田が下山の奴隷になっている事を知り、免職処分も辞さない覚悟で下山へ説得に挑み、萬田を解放。彼女からはその感謝の印として肉体関係に及び、童貞を喪失する。それからはセフレの関係とはいえ好意を持たれるようになり、以来、彼女との肉体関係の描写が度々あった。しかし、自身も望んで関係を続ける様子から、萬田への好意は結構持っていたらしい。
萬田（まんだ）
捜査一課の警部補。市民安全課では教育係としてアサミ達を指導している。アサミの憧れの存在でもある。物語の序盤では下山の性奴隷になっていたが、原田の説得によって下山から逃れることができ、それ以来原田とはセフレの関係でもある（因みに原田の初体験の相手となった）が実際は彼への感謝が高じてかなりの好意を持ち、自ら望んで肉体関係を続けている。学園シリーズでは女子教師となり高校へ潜入捜査を行った。結婚願望があるが、なかなか相手が見つからない。なお、下山の奴隷になった経緯については一切語られていない。
真樹かれん（まき -）
集英署の監察医。以前、銃で撃たれたアサミを治療したのをきっかけにアサミと親友になる。
池内美咲（いけうち みさき）
市民安全課の巡査。以前はアパレル店員をしていたが、万引きを警察が見逃した揚句、執拗な聞き込みを受けて「店のイメージが下がる」事を理由に解雇されたため警察嫌いとなったが、アサミと原田の姿を見て自分も警察になることを決意した。当初は原田の事が好きだったが、話が進むにつれて興味が無くなったようである。学園シリーズでは不良女子高生となったが、実は元ヤンキーではないかと思わせるほどで、女子高生の格好をすると署長にもタメ口で話す。アイドルになりたいらしく、ポリスレディーやポリスレンジャーはアサミと違いノリノリで行っていた。
椎名ルミコ（しいな -）
集英署のメカニック。将来の夢は初代警察メカ担当部長になること。いろいろなメカを改造してアサミ達に提供するも、そのメカのおかげでアサミ達は迷惑している。

### その他
下山（しもやま）
集英署捜査一課の警部。プライドが高い上にセクハラ大好きという性質の悪い人物で、萬田を性奴隷にしていたが、下着泥棒の捜査上にふとした事で浮かび上がったのがきっかけで、怒り心頭の原田に「内部告発する」と言われただけであっさり平謝りするという小心ぶりを露呈。懲らしめられてからは登場が無かったが、最終話では警視庁に配属されていたことが判明した。
署長
集英署署長。物語が進むにつれアサミに興味を持つようになり次第に市民安全課のメンバーと行動する事が多くなる。
土田陽子（つちだ ようこ）
元大関東テレビのアナウンサー。通称つっちー。自分が目立つためにはさまざまな事を行う。原田とはセフレの仲で情報をもらうことも。

## 単行本
| - 第1巻 ISBN 4-08-876014-X - 第2巻 ISBN 4-08-876056-5 - 第3巻 ISBN 4-08-876124-3 - 第4巻 ISBN 4-08-876170-7 - 第5巻 ISBN 4-08-876219-3 - 第6巻 ISBN 4-08-876279-7 - 第7巻 ISBN 4-08-876336-X - 第8巻 ISBN 4-08-876383-1 - 第9巻 ISBN 4-08-876431-5 | - 第10巻 ISBN 4-08-876493-5 - 第11巻 ISBN 4-08-876571-0 - 第12巻 ISBN 4-08-876645-8 - 第13巻 ISBN 4-08-876729-2 - 第14巻 ISBN 4-08-876790-X - 第15巻 ISBN 4-08-876858-2 - 第16巻 ISBN 4-08-877101-X - 第17巻 ISBN 4-08-877149-4 - 第18巻 ISBN 4-08-877163-X |